# Gordy (film)
Gordy è un film statunitense del 1995 diretto da Mark Lewis. È un commedia drammatica su un maialino di nome Gordy alla ricerca della sua famiglia scomparsa (condotta  via in un mattatoio a Omaha).